# 大阪テクノクラート
株式会社大阪テクノクラート（おおさかテクノクラート、英: Osaka Technocrat. Co.,Ltd）は、大阪府堺市堺区に本社を置き、セントラルヒーティングシステムの設計施工を行う企業。
長府製作所の連結子会社である。

## 概要
再生可能エネルギーや省エネルギー技術を利用し、セントラルヒーティングシステムを構築するためのコンサルティング、設計、施工、メンテナンスを行うエンジニアリング会社である。施工実績には全国の大規模マンションやリゾートホテルなどがある。2017年3月、長府製作所の連結子会社となった。

## 事業拠点
- 本社 - 大阪府堺市堺区四条通1番3号
- 東京営業所 - 東京都千代田区鍛冶町1丁目6番15号（井門神田駅前ビル 8階）
- 札幌営業所 - 北海道札幌市東区北20条東22丁目1番1号

## 主な施工実績
| 施設名                                                  | 所在地         | 熱源                 | 年     | 備考 |
| ------------------------------------------------------- | -------------- | -------------------- | ------ | ---- |
| ザ・ガーデンタワーズ サンセット/サンライズタワー        | 東京都江東区   | ガス                 | 2017年 | 改修 |
| ザ・レジデンス千歳船橋                                  | 東京都世田谷区 | ガス・太陽熱         | 2011年 |      |
| D’グラフォート レイクタウン                             | 埼玉県越谷市   | ガス・太陽熱         | 2009年 |      |
| パシフィックロイヤルコートみなとみらい アーバンタワー   | 神奈川県横浜市 | 地域熱（蒸気・冷水） | 2008年 |      |
| みなとみらい M.M.MID SQUARE ザ・タワーレジデンス        | 神奈川県横浜市 | 地域熱（蒸気・冷水） | 2007年 |      |
| パシフィックロイヤルコートみなとみらい オーシャンタワー | 神奈川県横浜市 | 地域熱（蒸気・冷水） | 2007年 |      |
| ハイクレスト草津アーバンリゾート                        | 群馬県吾妻郡   | オイル（特A重油）    | 1993年 |      |